# Ghislain Poirier
Pour les articles homonymes, voir Poirier (homonymie).
Poirier (de son nom complet, Ghislain Poirier) est un DJ/producteur originaire de Montréal sous contrat avec la compagnie de disques Ninja Tune. Il a cependant travaillé avec d’autres étiquettes telles que Chocolate Industries, Rebondir, Shouckout, Musique Large, Intr version et 12k. Son œuvre est principalement constituée de mixes et remixes instrumentaux originaux mettant en vedette des MC hip hop montréalais, parmi lesquels on compte Omnikrom, Face-T et Séba. Il a également collaboré avec Beans, TTC, Lotek HiFi et Nik Myo. Il s’est fait remarquer grâce au succès de ses remixes de chansons d’artistes rock et hip-hop comme Les Georges Leningrad, Clipse, Editors, Bonde do Rolê, Kid Sister, Pierre Lapointe, Champion et Lady Sovereign. Bien qu’il ait travaillé plusieurs genres différents de musique électronique, Poirier est connu pour ses goûts éclectiques en musique et pour son appréciation des sons tropical bass.

## Carrière

### Débuts
De 1995 à 2000, Poirier fait partie de l’équipe de la radio universitaire CISM-FM (Université de Montréal). Pendant cette période, il est à la barre d’une émission de radio intitulée « Branché : Monde ». Il commence sa carrière de producteur sous son nom complet et lance Il n’y a pas de sud, son premier album, en 2001. Celui-ci a été décrit comme « un disque d’électro minimale sans compromis, en parfait accord avec le zeitgeist de l’ordinateur portable. » Poirier rejoint ainsi Deadbeat, Tim Hecker et Mitchell Akiyama dans « ce qui allait devenir le mouvement de la techno minimale de Montréal.» La couverture de l’album Sous le manguier a été conçue par Poirier lui-même.
Les albums suivants ont davantage de liens avec le hip-hop. Conflits (également illustré par Poirier) et Beats As Politics sont tous deux des albums essentiellement instrumentaux, bien que Conflits contienne deux chansons où Poirier fait du slam. D’autres chanteurs hip hop participent à ces albums : les rappeurs québécois Séba et Diverse. Le cinquième album de Poirier, Breakupdown, intègre tant des sonorités hip hop que techno et a été décrit comme un album « aux gros sons de synthé provenant d’une techno agressive qu’on avait oubliée, aux lignes de basse lourdes et aux échantillons bien choisis.» Peu après la parution de Breakupdown, Poirier remixe Buck 65, Lady Sovereign, Pole, Bassnectar et Cadence Weapon, entre autres. Il fonde ensuite Rebondir, sa propre étiquette, sous laquelle il fait paraître un EP.
De plus, pendant cette période, Poirier collabore sur différents projets avec la chorégraphe et danseuse contemporaine Dana Michel.

### Ninja Tune
Le premier opus complet de Poirier sur Ninja Tune est No Ground Under (2007). Bien que les rappeurs Omnikrom aient collaboré à l’album, celui-ci diffère des disques précédents de Poirier, puisqu’il met l’accent sur le dancehall et met en vedette les chanteurs Face-T et MC Zulu. En 2008, Poirier est invité à se produire au New Yorker Festival.
En avril 2009, Poirier lance Soca Sound System (le premier EP d’une série de trois, tous parus en l’espace d’un an), sur lequel on entend des invités tels que MC Zulu et l’artiste de soca Mr. Slaughter. Alors que Soca Sound System constitue une réinterprétation de la soca, le second EP de la série, Run The Riddim, donne dans le dancehall, tandis que Low Ceiling, le troisième (paru au début de 2010), met l’accent sur la musique dance sans pistes vocales et dont on a dit que c’était un album « inspiré en partie des débuts [de l’artiste] dans la scène rave underground. » Run The Riddim fut la première parution de Poirier sous la version raccourcie de son nom. La conception visuelle des trois EP a été faite par le photographe montréalais Guillaume Simoneau.
Également en 2009, Poirier est invité à participer à un projet de remix de Truckback Records pour le succès « Click My Finger » de l’artiste dancehall Erup, aux côtés de Grahmzilla de Thunderheist, Nick Catchdubs et Lunice.
En janvier 2010, la musique de Poirier est utilisée (conjointement avec celle de Flying Lotus et de Roberto Carlos Lange) comme bande sonore pour l’exposition solo de l’artiste visuel new yorkais Brian Alfred intitulée It’s Already the End of the World. En mars, Poirier lance Running High, un album rassemblant les morceaux des trois précédents EP, en plus de présenter du nouveau matériel et des remixes par « Wildlife!, Mungo, Marflix, Maga Bo, Stereotyp et Poirier lui-même. »

## Bounce Le Gros et autres performances
Poirier est reconnu à Montréal pour sa série de soirées club très populaires nommée Bounce Le Gros. Lors de ces soirées, Poirier expérimente différents styles musicaux : « grime, crunk, hip hop, ragga, reggae, booty house, Baltimore … de la musique urbaine originale de partout dans le monde. » Les premières soirées Bounce Le Gros ont lieu en 2005 au Zoobizarre, un petit bar local, pour ensuite se transporter dans de plus grandes salles, étant donné leur succès grandissant. La dernière édition a lieu à l’été 2007. Au cours du même été,  Poirier, aux côtés de Megasoid et DJ Khiasma, a organisé un immense party extérieur illégal le soir de la Saint-Jean-Baptiste, le 24 juin. Ce fut un tel succès que deux autres éditions ont eu lieu par la suite, en août 2008 et à la Saint-Jean-Baptiste de 2009 (coproduite par Pop Montréal). Comme l'a si bien dit Speakerbruiser Rob: "Le Bridge Burner est vraiment devenu un évènement extraordinaire, en grande partie parce qu'il a reçu le soutien de plusieurs groupes de la communauté... avec la participation de promoteurs -  Pop Montreal, RedBull, Mike D, Khiasma, Ghislain - et de beaucoup de bénévoles vraiment dévoués. L'édition 2009 fut la plus importante et celle qui a obtenu le plus de visibilité et de succès, mais en vérité, la première édition détiendra toujours la première place dans mon cœur." En octobre 2009, Poirier démarre une nouvelle série d’événements nommée Karnival et dont la première soirée met en vedette Paul Devro (Mad Decent), Dub Boy (Ruffneck Diskotek, Bristol) et Face-T. La seconde édition a lieu en février 2010 : des artistes tels que Bonjay, Ghostbeard, Boogat et Face-T en font partie. De plus, la vidéo du nouvel extrait de Crookers, « Arena » (avec Poirier et Face-T comme artistes invités), y est tournée.

## Discographie

### Albums
- 2001 Il n'y a pas de sud
- 2002 Sous le manguier
- 2003 Conflits
- 2003 Beats As Politics
- 2005 Breakupdown
- 2007 No Ground Under
- 2010 Running High

### EPs
- 2006 Rebondir
- 2007 La Ronde
- 2009 Soca Sound System
- 2009 Run the Riddim
- 2010 Low Ceiling
- 2010 Las Americas

### Singles
- 2004 Tribute To Tiger feat. Wayne Lonesome
- 2004 Be Strong feat. Daddy Screw
- 2004 Cold as Hell feat. Beans
- 2006 Mic Diplomat feat. DJ Collage
- 2006 Dem Nah Like Me feat. Mr Lee G
- 2007 Blazin' feat. Face-T + Running High
- 2008 No More Blood feat. Face-T
- 2008 Go Ballistic feat. MC Zulu

### Remixes
- 2004 Diverse – Big Game (Poirier rmx)
- 2005 Lady Sovereign – Fiddle With The Volume (Poirier rmx)
- 2005 Les Georges Leningrad – Supa Doopa (Poirier rmx)
- 2005 Pulseprogramming – Off To Do Showery Snapshots (Poirier rmx)
- 2006 Cadence Weapon – Sharks (Poirier rmx)
- 2006 Champion – No Heaven (Poirier rmx)
- 2006 Millimetrik – Contempler l’auto-destruction (Poirier rmx)
- 2006 The Editors – Munich (Poirier rmx)
- 2007 Bassnectar – Bomb Tha Blocks feat. MC Persia (Poirier rmx)
- 2007 Buck 65 – Way Back When (Poirier rmx)
- 2007 Pierre Lapointe – Deux par deux rassemblés (Poirier rmx)
- 2007 Pole – Winkelstreben (Poirier rmx)
- 2007 TTC – Téléphone (Poirier rmx)
- 2007 Thunderheist – Bubblegum (Poirier rmx)
- 2007 We Are Wolves – Fight & Kiss (Poirier rmx)
- 2008 An-Ten-Nae – Citoyen du Monde (Poirier w/ Face-T rmx)
- 2008 Boogat – Le Jour où rien n’a changé (Poirier rmx)
- 2008 DJ C – Darling feat. Zulu (Poirier rmx)
- 2008 Yoav – Club Thing (Poirier rmx)
- 2009 Bassnectar – Art Of Revolution (Poirier rmx)
- 2009 Fauna – Gauchito Gil (Poirier rmx)
- 2009 Fedaden - Verdad (Poirier rmx)
- 2010 Gotan Projects – La Gloria (Poirier rmx)
- 2010 Mr. Fogg – Keep Your Teeth Sharp (Poirier rmx)